# The Flirting Husband
The Flirting Husband és una pel·lícula muda de la Keystone dirigida per Mack Sennett i protagonitzada per Mabel Normand, Ford Sterling, Fred Mace i Mack Sennett. Rodada com a mitja bobina, es va estrenar el 21 d’octubre de 1912. Es considera una pel·lícula perduda.

## Argument
La senyora Smith està enfadada amb el seu marit davant els seus constants flirtejos. Els seus amics decideixen donar-li una lliçó fent-lo participar en una variant picant de la gallina cega per tal que la seva dona el pugui atrapar in fraganti.

## Repartiment
- Mabel Normand (Mrs. Smith)
- Ford Sterling (Mr. Smith)
- Fred Mace
- Mack Sennett
- Frank Opperman[3]
- Alice Davenport[3]